# Юй, Александр
Александр Юй Ши (кит. 亚历山大·遇石; род. 26 мая 1973, Харбин) — священник Китайской автономной православной церкви, иерей, настоятель Покровского храма в Харбине.
Первый китайский священник, обучавшийся в духовной академии Русской православной церкви, и первый китайский православный священник, рукоположенный для службы в Континентальном Китае за 60 лет. После рукоположения и до священнической хиротонии Павла Сунь 21 ноября 2018 года был единственным священником Китайской автономной православной церкви.

## Биография
Родился в 1973 году в Харбине, где до 1960-х годов было сильно русское присутствие. По собственному признанию: «с детства общался с русскими детьми. <…> В Харбине есть улица, очень похожая на Невский проспект — русский квартал. Вот в этом квартале жил мой дедушка. Он имел свою пекарню, занимался продажей хлеба. Я жил с родителями и старшей сестрой, а когда подрос, родители отправили меня жить к дедушке с бабушкой в Харбин; мне надо было работать и помогать семье».
Дедушка с бабушкой, принявшие его, были буддисты. Они учили его своей вере, уважению к Божественному и священному страху. Когда он пошёл в старший класс школы, стал больше узнавать, то пришёл к выводу, что в буддизме много неправды и суеверий. С друзьями ходил в протестантскую церковь, где познакомился с Евангелием, но протестантизма принимать не пожелал.
По окончании школы поступил в университет. Когда представилась возможность, поехал учиться в Москву по обмену. По его воспоминаниям, «Как только мы приехали, пошли с друзьями гулять, заходили в православные храмы, были в Успенском соборе в Кремле. И так впервые узнал о Православии, хотя у нас тоже есть православные храмы, но Богослужения в них не совершаются. В 1993 году в студенческом общежитии начался ремонт, и нам пришлось снимать жильё. Сначала жили в центре, но там начался митинг — было неспокойно, тогда нашли другую квартиру неподалёку от нашего Университета, она находилась в Химках. Там по соседству жила баба Ирина — верующая женщина. Мы часто общались с ней и даже вместе ходили в храм. По её совету пригласили священника отца Василия и он меня крестил дома. Тогда было сложнее, не то, что сейчас. Окончил Университет и вернулся в Харбин». В крещении принял имя Александр в честь благоверного князя Александра Невского.
По окончании университета вернулся на Родину и стал прихожанином Покровского храма Харбина. В Китае поступил в Финансовый университет на факультет банковского дела, затем работал в банке.
В 1999 году женился. Венчался в римо-католическом храме, так как на тот момент единственный православный священник в Харбине — отец Григорий Чжу — по старости уже не мог служить; о том, что в Шанхае ещё жив иерей Михаил Ван, они не знали.
С 2003 года начал помогать старосте Покровского храма в Харбине, работал с документами. В храме к тому времени не совершались богослужения, так как не было священника. Верующие сами собирались по воскресным дням и праздникам на совместную молитву.
В 2012 году, по просьбе китайской православной общины Харбина, во исполнение подписанного меморандума между Советом по взаимодействию с религиозными объединениями при Президенте Российской Федерации и Государственным управлением КНР по делам религий, вместе со своим товарищем Василием У Шаоцян отправился в Россию для поступления в одну из духовных школ Русской православной церкви. 24 июня 2012 года прислуживал митрополиту Илариону (Алфееву) на литургии в Покровском храме города Харбина. 13 октября того года, на встрече делегации из КНР с ректором Санкт-Петербургских духовных школ епископом Гатчинским Амвросием (Ермаковым), было принято решение о его принятии на первый курс бакалавриата и факультета иностранных студентов Санкт-Петербургской духовной академии. Спустя год учёбы в России Василий У вернулся на Родину, не справившись с языковым барьером, а Александр успешно продолжил учёбу.
14 июня 2013 года на итоговом заседании Воспитательного совета СПбПДА Александру была вынесена благодарность «за вклад в дело духовного просвещения и перевод на иностранные языки сайта СПбПДА».
27 сентября 2014 года в академическом храме апостола и евангелиста Иоанна Богослова Санкт-Петербургской духовной академии её ректором архиепископом Петерегофским Амвросием (Ермаковым) был пострижен во чтеца, возведён в иподиакона и рукоположен в сан диакона.
14 октября того года впервые возглавил праздничную службу в Покровском храме в Харбине. Ранее в СПбДА был разработан специальный молебен, переведён на китайский язык и заранее отправлен в Харбин для подготовки церковного хора. Как отметил священник Димитрий Федорин: «За минувшие пятнадцать лет отсутствия священника община многое потеряла в плане православных традиций… Но священник Александр <…> пытается всё возродить; по воскресеньям, когда он в Харбине, после службы община собирается, читают Писание… Если в 2014 году на Пасху китайцы брали магнитофон, включали запись стихиры „Воскресение Твое Христе Спасе“ и шли вокруг храма крестным ходом, то в 2015 году, когда отец Александр уже являлся диаконом и Пасха совершалась „диаконским чином“, они собрали небольшой хор из членов общины, выучили, как петь эту стихиру на русском языке, и совершали Пасхальный крестный ход в привычном для нас виде.».
17 мая 2015 года митрополит Волоколамский Иларион (Алфеев), находившийся в Китае в рамках работы 4-го заседания российско-китайской рабочей группы по контактам и сотрудничеству в религиозной сфере, сообщил, что по итогам переговоров с Государственным управлением по делам религий была достигнута договорённость «о рукоположении в священный сан этнического китайца, который несколько лет учился в России», с предположительным местом служения в Харбинском Покровском храме.
Согласно этой договорённости 4 октября того же года был рукоположен во иерея архиепископом Петергофским Амвросием (Ермаковым) в домовом храме Санкт-Петербургской духовной академии. В храме в качестве почётного гостя присутствовала староста храма Покрова Пресвятой Богородицы в Харбине Катерина Юй Шу Йюнь. Он стал первым за 60 лет новым китайским православным пастырем, рукоположенным для материкового Китая. Предполагалось, что после окончания учёбы он будет служить в Покровском храме Харбина.
В его настоятельство Покровский храм в Харбине реставрировался в рамках государственной программы. В начале 2017 года протоиерей Дионисий Поздняев так описывал его статус: «У нас сейчас есть всего один священнослужитель-китаец, который принадлежит к Китайской Церкви. Он ограничен в своей деятельности приходом Харбина. Он продолжает обучение в семинарии в Санкт-Петербурге, он — официально обучающийся в России студент, направленный по согласованию с Управлением по делам религии. Вопрос обучения китайских студентов в российских семинариях будет обсуждаться дальше. И мы ожидаем прибытия новых студентов из Китайской народной республики». По причине обучения в Санкт-Петербургской академии, он бывал в своём храме лишь наездами, так, на пасхальном богослужении 2017 года его не было. Летом того же года успешно завершил обучение в СПбДА.